# Jacksonia
Genre
Jacksonia est un genre de plantes à fleurs dicotylédones de la famille des Fabaceae (légumineuses),  endémique d'Australie, qui comprend une quarantaine espèces acceptées.
Ce sont des arbrisseaux, des  arbustes ou de petits arbres, qui se rencontrent dans les zones arides et semi-arides (quelques espèces dans les zones tropicales) ou dans les forêts sclérophylles, les bois et les landes, souvent sur des arêtes rocheuses ou des pentes montagneuses. Le genre est présent dans tous les États australiens, sauf l'Australie-Méridionale.

## Liste d'espèces
Selon The Plant List (23 septembre 2018) :
- Jacksonia aculeata W.Fitzg.
- Jacksonia alata Benth.
- Jacksonia angulata Benth.
- Jacksonia argentea C.A.Gardner
- Jacksonia calycina Domin
- Jacksonia capitata Benth.
- Jacksonia carduacea Meissner
- Jacksonia compressa Turcz.
- Jacksonia condensata Crisp & J.R.Wheeler
- Jacksonia cupulifera Meissner
- Jacksonia dilatata Benth.
- Jacksonia eremodendron E.Pritz.
- Jacksonia fasciculata Meissner
- Jacksonia floribunda Endl.
- Jacksonia foliosa Turcz.
- Jacksonia forrestii F.Muell.
- Jacksonia furcellata (Bonpl.) DC.
- Jacksonia grevilleoides Turcz.
- Jacksonia hakeoides Meissner
- Jacksonia horrida DC.
- Jacksonia lehmannii Meissner
- Jacksonia macrocalyx Meissner
- Jacksonia nematoclada F.Muell.
- Jacksonia odontoclada Benth.
- Jacksonia racemosa Meissner
- Jacksonia ramosissima Benth.
- Jacksonia restioides Meissner
- Jacksonia rhadinoclada F.Muell.
- Jacksonia rhadinoclona F.Muell.
- Jacksonia scoparia Sm.
- Jacksonia sericea Benth.
- Jacksonia spinosa (Labill.) Sm.
- Jacksonia stackhousii F.Muell.
- Jacksonia sternbergiana Benth.
- Jacksonia thesioides Benth.
- Jacksonia velutina Benth.
- Jacksonia vernicosa Benth.